# Lao Zi

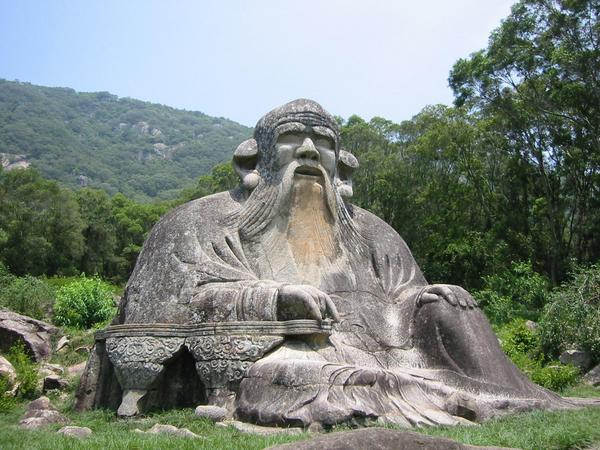

Lao Zi (chineză: 老子, pinyin: Lǎozǐ; alte variante de transcriere Laozi, Lao Tse, Laotze sau Lao Tzu, numele se traduce prin Bătrânul Maestru) este un filozof chinez, a cărui naștere este cel mai probabil databilă în jurul secolului VI î. Hr. Este figura fondatoare a taoismului și autorul cărții de bază a acestuia, Tao Te Ching - Cartea Căii și a Virtuții (Tao Te King, Dàodéjīng, chineză tradițională: 道德經 [ascultăⓘ]). Textul însă a fost stabilit, se pare, abia în secolul IV î.Hr.
Lao Zi a lăsat în urma lui imaginea unui personaj extraordinar. Legendele spun că a fost conceput la trecerea unei comete sau când mama sa a mâncat o prună magică (li, nume de familie care îi este în general atribuit), se naște cu păr alb și barbă, de unde și numele de bătrân (lao) și cu urechi cu lobii foarte lungi - semn de înțelepciune. Arhivar la curtea Zhou este contemporan cu Confucius care îl recunoaște ca maestru și ființă extraordinară. Se spune că și-a părăsit țara la vârsta de cel puțin 160 de ani, sătul de disensiunile politice. Pleacă spre vest călare pe un bivol, apoi, ajuns la frontieră, scrie Cartea Căii și a Virtuții la cererea unui paznic Yin Xi, apoi își continuă călătoria. După aceasta nu știe ce a devenit, dar se crede că nu a murit și se reîncarnează, reapărând sub diverse forme pentru a transmite Dao.

## Istoricitate
Consensul cercetătorilor format în a doua jumătate a secolului XX este că Lao Zi nu a existat ca persoană istorică reală, iar cartea „lui” de căpătâi a fost compilată de mai mulți autori. Alan Watts a sugerat să avem mai multă prudență, susținând că asta era o modă a istoricilor de a se îndoi de personaje spiritual-religioase și că mulți ani sau poate niciodată nu vom ști sigur care a fost adevărul în această privință.
Conform filosofului Roderick Long, tema din Tao Te Ching este împrumutată de la filosofi confucianiști convinși de laissez faire.

## Legături externe
- Materiale media legate de Lao Zi la Wikimedia Commons